# 米格利茨河
50°43′38″N 13°49′01″E / 50.7271484°N 13.8168802°E

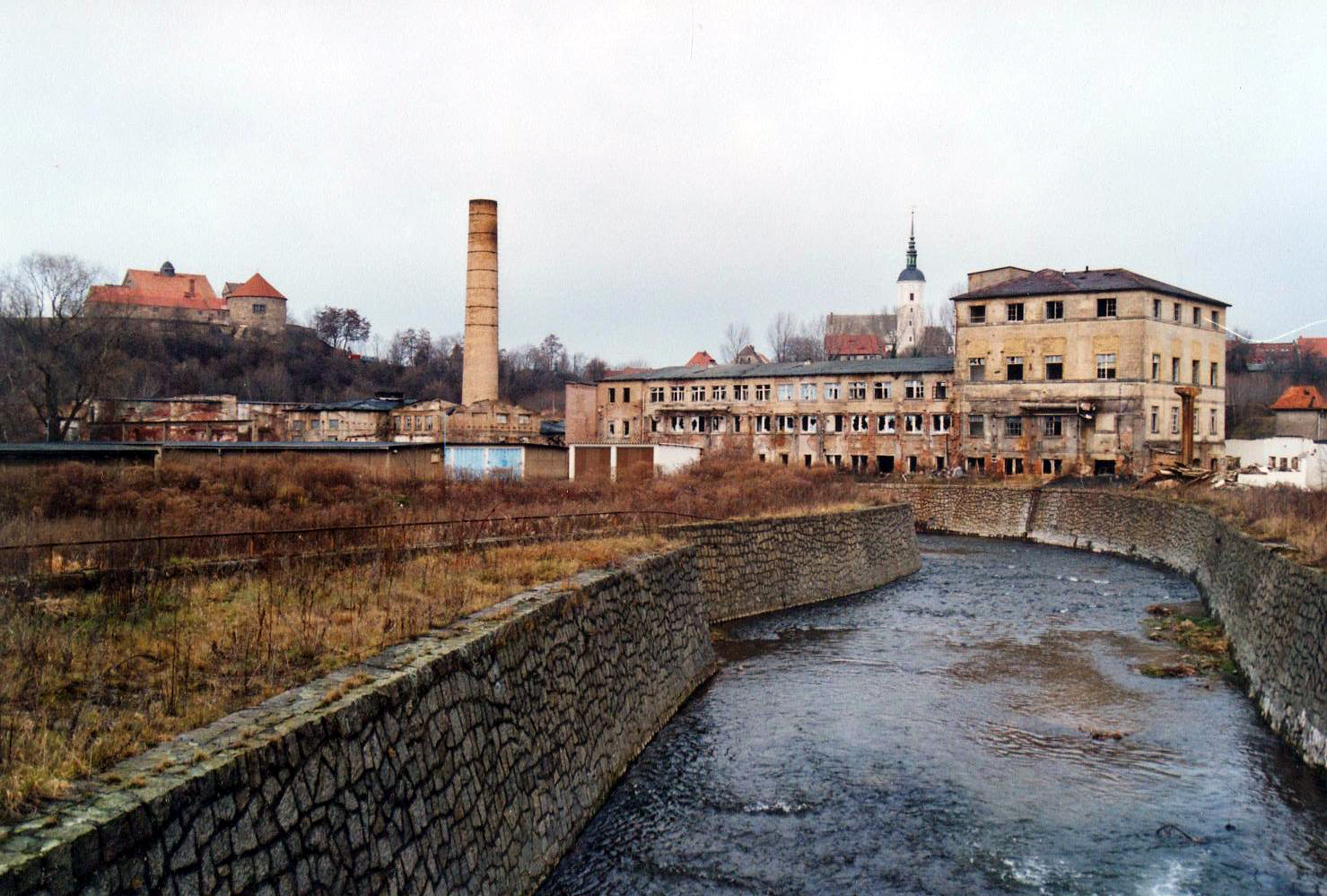

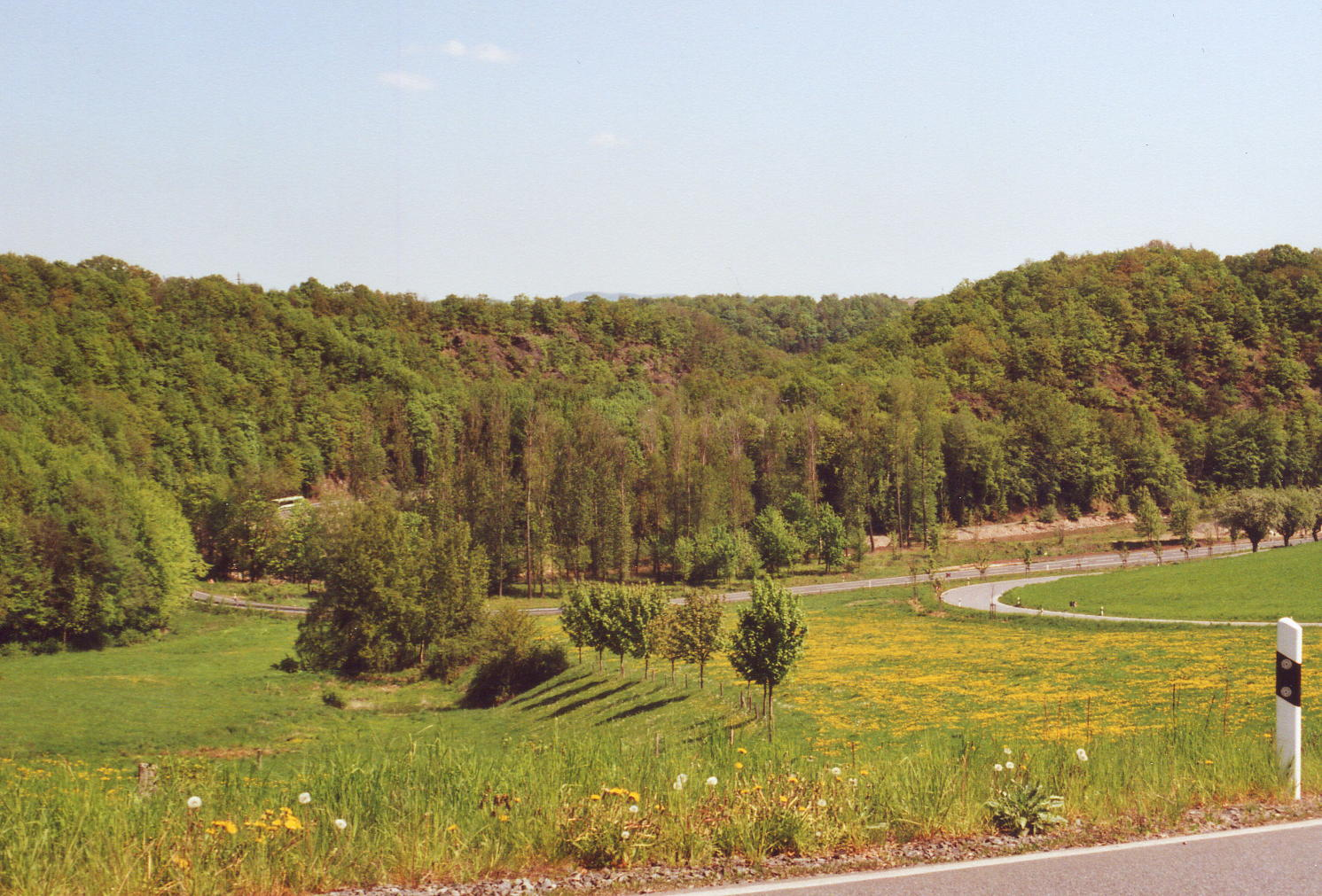

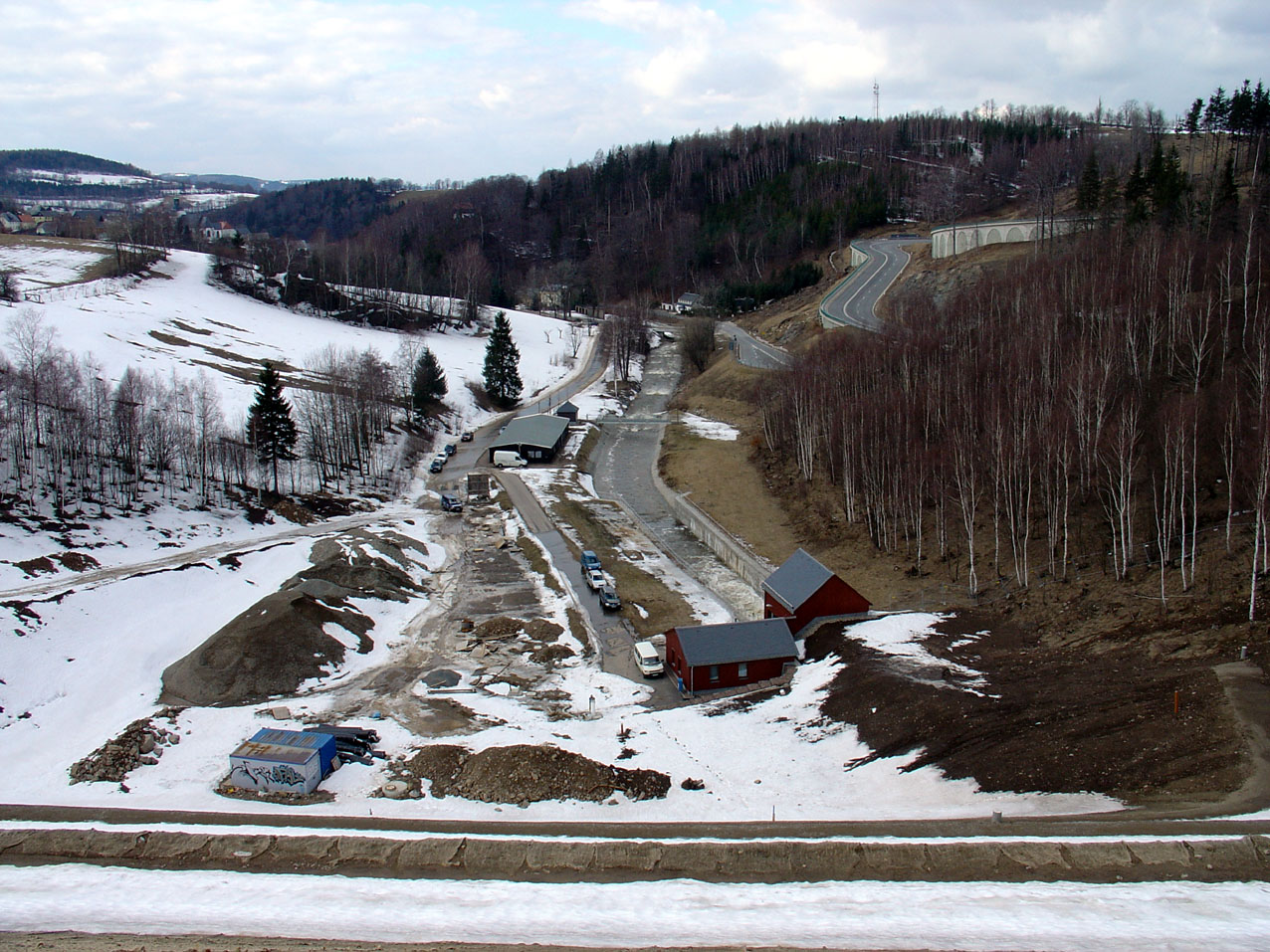

米格利茨河是德國的河流，位於該國東部薩克森州，處於布拉格以北110公里，屬於易北河的左支流，河道全長49公里，流域面積209平方公里。